# Ons' Lieve Heer op Solder
Ons' Lieve Heer op Solder (che in olandese significa Nostro Signore nel Sottotetto) è il nome di una ex chiesa cattolica di Amsterdam, fondata nel 1663 e nel 1888 trasformata in un museo. La particolarità della chiesa di Nostro Signore nel Sottotetto, a cui essa deve il suo nome, è di essere stata ricavata negli ultimi piani di una casa privata in modo tale da rendere del tutto impossibile riconoscere dall'esterno la presenza di un luogo pubblico di culto in quello che ha l'aspetto di un normale edificio residenziale. Si tratta di un esempio paradigmatico di "chiesa clandestina" (schuilkerk in olandese), cioè di una di quelle chiese dissimulate all'interno di architetture laiche nelle quali il culto cattolico, benché nel XVII secolo esso fosse ufficialmente proibito dalle leggi delle Province Unite olandesi, era di fatto tollerato.
L'edificio è riconosciuto dallo Stato olandese come rijksmonument, ossia come monumento storico del regno.

## Storia

### Antefatto: le "chiese clandestine"
Le "chiese clandestine", che lo storico Benjamin J. Kaplan ha proposto di chiamare più appropriatamente "chiese semi-clandestine", si diffusero, divenendo piuttosto comuni in Europa, in seguito alla riforma protestante. Si trattava di luoghi di culto utilizzati dalle minoranze religiose i cui riti erano tollerati dalla maggioranza e dalle autorità a condizione che fossero condotti in modo discreto e che non avessero luogo in spazi pubblici: in diverse parti d'Europa infatti, mentre la legge permetteva, in via ufficiale, solo il culto maggioritario, l'impossibilità di far rispettare un divieto come quello di celebrare privatamente i propri riti faceva sì che le autorità chiudessero consapevolmente un occhio sull'esercizio dei culti minoritari, purché ciò avvenisse esclusivamente in privato.
Le chiese clandestine erano dissimulate in edifici che per un passante sarebbe stato impossibile riconoscere come luoghi di culto. Esse divennero assai comuni nella Repubblica delle Sette Province Unite del XVII secolo (il cosiddetto "Secolo d'oro olandese"), che, pur essendo uno Stato a maggioranza calvinista, si caratterizzavano per una grande tolleranza. A costruire chiese clandestine (schuilkerken) furono cattolici, rimostranti, luterani e mennoniti. In città esse erano realizzate di norma all'interno di case o magazzini, in campagna assumevano l'aspetto di capanne o fienili.

Dall'esterno, l'edificio che ospita l'ex chiesa Ons' Lieve Heer op Solder sembra una normale casa privata del "Secolo d'oro" olandese.

### La chiesa di Ons' Lieve Heer op Solder
La casa, affacciata sul canale Oudezijds Voorburgwal, nella quale avrebbe trovato posto la chiesa di Nostro Signore del Sottotetto fu costruita nel XVII secolo e nel 1661 fu acquistata dal mercante Jan Hartman, che tra quell'anno e il 1663 ne curò una ristrutturazione radicale. I tre piani più alti furono uniti grazie alla rimozione di gran parte dei pavimenti dell'ultimo e del penultimo piano; in tal modo venne ricavato un ampio ambiente, che costituiva la navata della chiesa, con due ordini di balconate disposte intorno a esso.
La chiesa rimase in uso fino a quando, nel 1887, venne consacrata ad Amsterdam la Basilica di San Nicola le cui cupole di stile neo-barocco sono visibili guardando verso il porto dalle finestre del piano superiore di questa casa.

### Il museo
L'ex chiesa venne rapidamente trasformata in un museo, che aprì il 28 aprile 1888 con il nome di Museum Amstelkring. Si tratta del museo più antico di Amsterdam dopo il Rijksmuseum.
Oggi il museo porta invece il nome di Museum Ons' Lieve Heer op Solder ed è visitato da circa 100.000 persone ogni anno. Le stanze private che circondano la chiesa vera e propria conservano l'aspetto che avevano nel XVII secolo, mentre la chiesa stessa, il cui aspetto si era evoluto significativamente nei decenni successivi alla sua fondazione, è stata conservata come appariva nell'anno 1862.